# Luigi Montagna
Luigi Montagna, noto anche come Lewis Montagna o Bull Montana (Voghera, 16 maggio 1887 – Los Angeles, 24 gennaio 1950), è stato un wrestler, pugile e attore italiano naturalizzato statunitense.

## Biografia
Nato presso la località nord-vogherese de La Romana, in una povera famiglia di campagna ed in un'epoca in cui l'Italia era un paese prevalentemente rurale, povero e dalle limitate prospettive, a 19 anni Montagna prese la decisione di trasferirsi negli Stati Uniti. Arrivò a New York nel 1906 e qui continuò a svolgere lavori pressoché umili e pesanti, prima nel Connecticut presso una cava di pietra e poi in una miniera della Pennsylvania. Avendo inoltre praticato fin da bambino la lotta greco-romana, entrò dopo qualche anno nel circuito del wrestling professionistico (meglio noto ai tempi come "catch as catch can"), assumendo come pseudonimo il nome di Bull Montana. Contemporaneamente divenne anche pugile, dove nel 1916 fu chiamato a fare da sparring partner per Jack Dempsey, allora campione mondiale dei pesi massimi. Fra gli altri suoi amici ci fu anche Abe "The Newsboy" Hollandersky, pugile, wrestler e comparsa nel cinema, che secondo alcuni sostenne Montagna nell'aiutarlo a finanziare la sua autobiografia nel 1930.
Nel 1917, in una palestra di New York, venne per caso notato dal produttore Douglas Fairbanks, che lo volle accanto a sé nel film Come divenni deputato; da qui entrò nel mondo del cinema e nel 1919 apparve come un macabro cattivo nel capolavoro di Maurice Tourneur Victory, al fianco di Lon Chaney. Nel 1921 gli venne finalmente conferita la cittadinanza statunitense e cambiò il suo nome anagrafico in Lewis Montagna. A partire dal 1922 divenne protagonista di una fortunata serie di parodie prodotte da Hunt Stromberg. Nel 1925, date le sue dimensioni ed il suo aspetto, gli fu data la parte dell'uomo-scimmia nel film Il Mondo Perduto, probabilmente la pellicola che gli conferì maggior fama.
La fortuna di Montagna accrebbe collaborando prima con Rodolfo Valentino nei film I quattro cavalieri dell'Apocalisse ed Il figlio dello sceicco, poi con Buster Keaton in Vi sfido io. Continuò a recitare fino alla fine degli anni trenta, svolgendo principalmente parti d'antagonista, esattamente come Louis Wolheim; da ricordare  anche le sue comparse, a fianco di Buster Crabbe, nella serie del 1936 Flash Gordon. 
Nella sua carriera cinematografica, durata 1917-1937, Montagna partecipò a quasi 90 film.

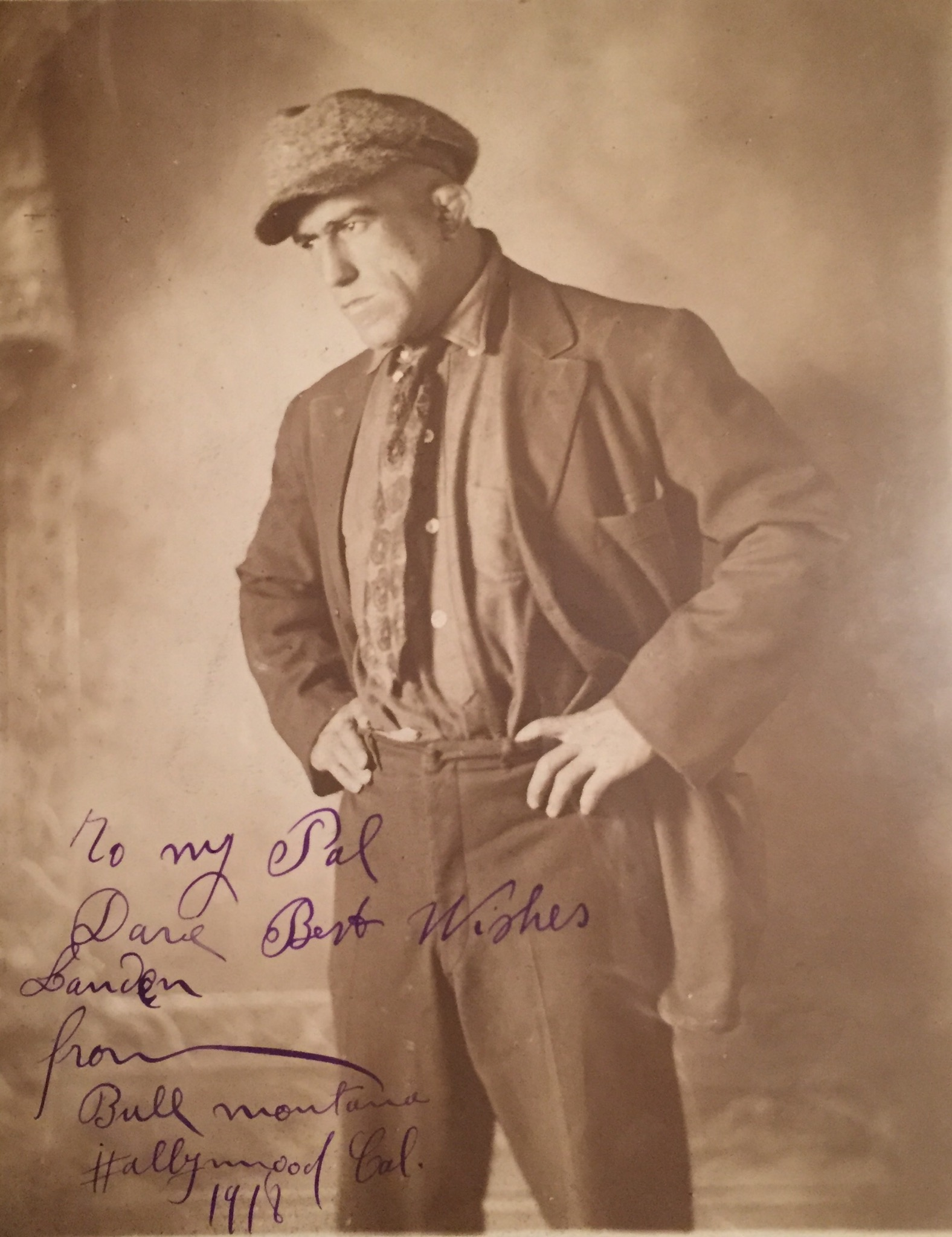
Montagna nel 1918.

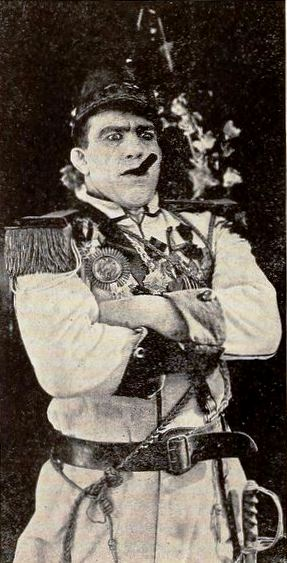
Montagna sul set de The Punctured Prince, 1922.

## Vita privata
Una volta divenuto abbastanza ricco e benestante e non dimenticando mai le sue origini, nel 1922 ritornò brevemente in Italia, ritrovandosi con la madre e permanendo per circa un mese. Nonostante l'aspetto fisico ed il suo background da wrestler, Bull Montana è da sempre stato reputato un gentiluomo per i modi gentili ed educati che lo contraddistinguevano nella vita.
Nel 1924, conobbe la ballerina Jackie LaVerne, originaria della Georgia, con la quale convisse fino al 1928 quando Montagna la denunciò e la fece arrestare per averlo colpito in testa con una pantofola. La donna venne condannata a 60 giorni di carcere ma ne scontò solo 2, poiché lo stesso Montagna le pagò una cauzione di 100 dollari e chiese al giudice di annullare il verdetto di colpevolezza e la pena detentiva. Il giudice commutò la condanna a 2 anni di libertà vigilata e Montagna si allontanò definitivamente dalla LaVerne.
Nel 1929 conobbe Mary Mathews Poulson, una giovane vedova di 23 anni, con la quale si sposò il 21 settembre dello stesso anno; il matrimonio terminò in un divorzio avvenuto il 21 agosto 1931.
Bull Montana muore il 24 gennaio 1950 a Los Angeles. Il suo corpo venne sepolto nel Cimitero del Calvario a Los Angeles.

## Filmografia
- Come divenni deputato (In Again, Out Again), regia di John Emerson (1917)
- Wild and Woolly, regia di John Emerson (1917)
- Down to Earth, regia di John Emerson (1917)
- Douglas Fairbanks nella luna (Reaching for the Moon) (1917)
- Snap Judgment, regia di Edward Sloman (1917)
- In Bad, regia di Edward Sloman (1918)
- The Border Legion, regia di T. Hayes Hunter (1918)
- Sette giorni di gioia (He Comes Up Smiling), regia di Allan Dwan  (1918)
- Sic 'Em, Sam, regia di Albert Parker (corto)  (1918)
- Johanna Enlists, regia di William Desmond Taylor  (1918)
- Fair Enough, regia di Edward Sloman  (1918)
- In for Thirty Days (1919)
- Brass Buttons, regia di Henry King (1919)
- The Unpardonable Sin, regia di Marshall Neilan (1919)
- Charge It to Me  (1919)
- Cowardice Court  (1919)
- One-Thing-At-a-Time O'Day, regia di John Ince (1919)
- Easy to Make Money, regia di Edwin Carewe (1919)
- Sua Maestà Douglas (His Majesty, the American), regia di Joseph Henabery  (1919)
- The Hellion, regia di George L. Cox (1919)
- Victory, regia di Maurice Tourneur (1919)
- Douglas superstizioso (When the Clouds Roll by), regia di Victor Fleming, J. Theodore Reed   (1919)
- Daredevil Jack, regia di W. S. Van Dyke (1920)
- L'isola del tesoro (Treasure Island), regia di Maurice Tourneur (1920)
- La ragazza del n. 29 (The Girl in Number 29) (1920)
- Un pulcino nella stoppa (The Mollycoddle), regia di Victor Fleming (1920)
- Il signorino, regia di Mario Volpe (1920)
- Go and Get It, regia di Marshall Neilan, Henry Roberts Symonds (1920)
- What Women Love, regia di Nate Watt  (1920)
- Hearts Are Trumps, regia di Rex Ingram (1920)
- I 4 cavalieri dell'Apocalisse (The Four Horsemen of the Apocalypse), regia di Rex Ingram (1921)
- Fortuna avversa (Hard Luck), regia di Buster Keaton e Edward F. Cline (1921)
- One Wild Week, regia di Maurice Campbell (1921)
- Crazy to Marry, regia di James Cruze (1921)
- The Foolish Age, regia di William A. Seiter (1921)
- Gay and Devilish, regia di William A. Seiter (1922)
- The Timber Queen, regia di Fred Jackman - serial (1922)
- The Three Must-Get-Theres, regia di Max Linder (1922)
- A Ladies Man, regia di Hunt Stromberg - cortometraggio (1922)
- The Punctured Prince, regia di Hugh Fay e Hunt Stromberg (1922)
- Glad Rags
- Glad Days
- Rob 'Em Good
- The Two Twins
- Snowed Under, regia di Hunt Stromberg - cortometraggio (1923)
- High Society, regia di Hunt Stromberg - cortometraggio (1923)
- One Wild Day
- Hollywood, regia di James Cruze (1923)
- Breaking Into Society, regia di Hunt Stromberg (1923)
- Jealous Husbands
- Held to Answer, regia di Harold M. Shaw (1923)
- Painted People
- The Fire Patrol
- Secrets of the Night, regia di Herbert Blaché (1924)
- Ridendo del pericolo
- Dick Turpin
- Il mondo perduto (The Lost World), regia di Harry Hoyt (1925)
- Manhattan Madness, regia di John McDermott (1925)
- Bashful Buccaneer
- The Uneasy Three, regia di Leo McCarey (1925)
- Laughing Ladies
- The Gold Hunters
- Stop, Look and Listen
- Vanishing Millions
- The Skyrocket, regia di Marshall Neilan (1926)
- Ukulele Sheiks
- Il figlio dello sceicco (The Son of the Sheik), regia di George Fitzmaurice  (1926)
- On the Front Page, regia di James Parrott (1926)
- Many Scrappy Returns, regia di James Parrott (1927)
- Roped In, regia di Charles Lamont (1927)
- Good Morning, Judge, regia di William A. Seiter (1928)
- How to Handle Women, regia di William James Craft (1928)
- Vi sfido io, regia di Charles Lamont (1935)
- La grande città (Big City), regia di Frank Borzage (1937)